# Смертная казнь через утопление
Утопление как метод казни отмечен ещё на заре истории в самых различных культурах и применялся при различных преступлениях.

## История
В различных культурах отмечены запреты на пролитие королевской крови, и в случае необходимости казни членов королевской семьи они подвергались утоплению, чтобы избежать пролитие их крови. В частности, этот метод применялся в Камбодже. Феликс Кери, работавший миссионером в Бирме в 1806—1812 годах, так описывал этот процесс.
Когда лицо королевской крови приговаривается к смертной казни, это осуществляется в основном посредством утопления. Сначала приговорённому связываются кисти и стопы, затем его зашивают в красный мешок, который иногда помещается в бочку, и приговорённого опускают в воду, под собственной тяжестью он опускается. К этой практике прибегают, поскольку считается грехом проливать королевскую кровь.
В другой азиатской стране (царство Ассам) казнить людей с пролитием их крови считалось только королевской привилегией. Суды низшей инстанции могли приговаривать к смертной казни только через утопление или ударом дубины по голове.
В некоторых исламских культурах члены королевской семьи или других высокоуважаемых семейств не могли быть казнены с пролитием крови. В бывшем султанате Паттани (ныне южный Таиланд) повстанец Тук Мир был утоплен в море из уважения к его признанному статусу Саида, то есть прямого потомка семьи пророка Мухаммада. В Османской империи также применялась практика казни братьев избранного султана с целью избежать возможных междоусобиц, обычно принцев душили или топили, поэтому их кровь не проливалась Практика убийства братьев султана длилась в основном в 1451—1648 годах и однажды повторилась в 1808 году.
Нежелание проливать королевскую кровь также отмечено в ряде африканских культур. Джеймс Фрэзер упоминает этот обычай в своём исследовании «Золотая ветвь» у народа Ашанти (ныне Гана и Берег слоновой кости) и в королевстве Дагомея (ныне Бенин). Фрэзер также упоминает о казнях членов королевских семей посредством удавления, умерщвления голодом или сжигания вместо пролития крови.
В Европе последние казни через утопление произошли во второй половине XVI века. В Средневековье использовалась формулировка «cum fossa et furca» или «with pit and gallows» (через яму или виселицу).
Последние казни состоялись: Эсслинген (1589), Вюртемберг (1593), Ротенбург (1562) — казнь женщины за убийство ребёнка, по статистике — последняя казнь через утопление, позднее женщину, осужденную за убийство ребёнка, обезглавили. В 1580 году в Нюрнберге палач Франц Шмидт (оставивший дневник своей профессиональной карьеры 1573—1617) прибёг к своему влиянию, чтобы отменить казнь через утопление, убедив властей использовать повешение или обезглавливание. За 70 лет до этого в Нюрнберге произошёл курьёзный случай: женщина-воровка была приговорена к сожжению живьём, но она впала в истерику и расцарапала себе руки. Палач Дейполд (Deipold) решил добиться у городских властей, чтобы следующих воровок топили, а не сжигали живьём, следующую женщину, осужденную за воровство, утопили в 1515 году.
В Шотландии и в Германии практика утопления начала угасать в XVII веке, уступая место обезглавливанию, но всё же утопление применялось и в XVIII веке. В 1613 году состоялся последний случай в г. Франкфурте-на-Майне. В Гросенхайне в 1622 году состоялся последний случай с казнью женщины через утопление, после чего этот вид казни был заменён на обезглавливание или колесование. В Кведлинбурге в 1667 году была казнена женщина за убийство своего ребёнка, но спустя шесть лет за подобное преступление женщина была обезглавлена на рыночной площади. В Швейцарии последняя законная казнь через утопление состоялась в 1652 году, в кантоне Цюрих — в 1615 году. В России утопление было отменено в начале XVIII века, в Исландии последняя казнь через утопление состоялась в 1776 году.
Франция возродила эту казнь в ходе Великой французской революции (1789—1799), комиссар Жан-Батист Каррье применял её в Нанте для массовых казней.
В июне 2015 года власти исламского государства Ирака и Леванта казнили иракских пленников, утопив их в клетке. Видео с казнью циркулировало по интернету.